# Strzelectwo na Światowych Wojskowych Igrzyskach Sportowych 2019
Strzelectwo na 7. Światowych Wojskowych Igrzyskach Sportowych – zawody dla sportowców-żołnierzy zorganizowane przez Międzynarodową Radę Sportu Wojskowego, które odbyły się w chińskim Wuhanie w dniach 19 – 25 października 2019 roku podczas światowych igrzysk wojskowych. Zawody zostały przeprowadzone na obiektach Caidian National Defense Park Shooting Venue. Polacy zdobyli 1 srebrny i 1 brązowy medal. 
Najwięcej medali zdobyli reprezentanci Chin łącznie 20 (w tym 13 złote, 4 srebrne i 3 brązowy).
Zawody były równocześnie traktowane jako 52 Wojskowe Mistrzostwa Świata w strzelectwie.

## Harmonogram
| Październik 2019 | 18 Pt | 19 So | 20 Nd | 21 Pn | 22 Wt | 23 Śr | 24 Cz | 25 Pt | 26 So |
| ---------------- | ----- | ----- | ----- | ----- | ----- | ----- | ----- | ----- | ----- |
| Strzelectwo      |       | 1     | 2     | 7     | 3     | 2     | 4     | 6     |       |

Legenda
|  | Eliminacje |  | Finał (ilość) |

## Uczestnicy
Do zawodów zgłoszeni zostali zawodnicy z 42 państw.

- Arabia Saudyjska
- Austria
- Belgia
- Białoruś
- Brazylia
- Chiny
- Chorwacja
- Czechy
- Dania
- Ekwador
- Estonia
- Finlandia
- Francja
- Hiszpania
- Holandia
- Indie
- Iran
- Katar
- Korea Południowa
- Korea Północna
- Kuwejt
- Łotwa
- Mjanma
- Mongolia
- Niemcy
- Norwegia
- Oman
- Pakistan
- Palestyna
- Polska
- Rosja
- Rwanda
- Serbia
- Szwajcaria
- Szwecja
- Tajlandia
- Turcja
- Ukraina
- Wenezuela
- Wietnam
- Włochy
- Zjednoczone Emiraty Arabskie

## Medaliści

### Mężczyźni
| Konkurencje:                        | Złoto                                                                            | Złoto  | Srebro                                                                                | Srebro | Brąz                                                           | Brąz  |
| Konkurencje:                        | Drużyna / Zawodnik                                                               | Wynik  | Drużyna / Zawodnik                                                                    | Wynik  | Drużyna / Zawodnik                                             | Wynik |
| Indywidualnie                       |                                                                                  |        |                                                                                       |        |                                                                |       |
| Pistolet centralnego zapłonu 25 m   | Pavlo Korostyliev · Ukraina                                                      | 588    | Yao Zhaonan · Chiny                                                                   | 588    | Gurpreet Singh · Indie                                         | 585   |
| Pistolet szybkostrzelny 25 m        | Leonid Jekimov · Rosja                                                           | 590    | Pavlo Korostyliev · Ukraina                                                           | 589    | Tomáš Těhan · Czechy                                           | 586   |
| Karabin standardowy 300 m 3 pozycje | Hui Zicheng · Chiny                                                              | 590    | Ole Magnus Bakken · Norwegia                                                          | 589    | Robert Markoja · Słowenia                                      | 587   |
| Karabin dowolny 300 m               | Cao Bo · Chiny                                                                   | 574    | Zhao Zhonghao · Chiny                                                                 | 574    | Jan Lochbihler · Austria                                       | 572   |
| Trap                                | Jaromir Wojtasiewicz · Polska                                                    | 43 ·   | Aleksiej Alipow · Rosja                                                               | 42     | Daniele Resca · Włochy                                         | 33    |
| Skeet                               | Wang Yang · Chiny                                                                | 56 ·   | Cristian Ciccotti · Włochy                                                            | 53     | Anton Aszachow · Rosja                                         | 42    |
| Drużynowo                           |                                                                                  |        |                                                                                       |        |                                                                |       |
| Pistolet centralnego zapłonu 25 m   | Chiny · Yao Zhaonan · Jin Yongde · Gao Yongde                                    | 1744   | Korea Południowa · Koh Eun-suk · Park Jun-woo · Kim Jin-il                            | 1741   | Ukraina · Pavlo Korostyliev · Yuri Kolesnik · Ołeksandr Petriw | 1736  |
| Pistolet szybkostrzelny 25 m        | Chiny · Xie Zhenxiang · Jin Yongde · Yao Zhaonan                                 | 1747   | Rosja · Aleksej Klimow · Leonid Jekimov · Anton Gurjanow                              | 1743   | Korea Północna · Ryu Kum-il · Kim Hyon-ung · Han Wi-chol       | 1742  |
| Karabin standardowy 300 m 3 pozycje | Norwegia · Ole Magnus Bakken · Kim Andre Aannestad Lund · Hans Kristian Boe Wear | 1747   | Austria · Bernhard Pickl · Gernot Rumpler · Alexander Schmirl                         | 1745   | Szwajcaria · Jan Lochbihler · Rafael Bereuter · Gilles Dufaux  | 1741  |
| Karabin dowolny 300 m               | Chiny · Zhao Zhonghao · Hui Zicheng · Cao Bo                                     | 1719 · | Finlandia · Juho Autio · Aleksi Leppä · Juho Kurki                                    | 1708   | Austria · Gernot Rumpler · Bernhard Pickl · Alexander Schmirl  | 1707  |
| Trap                                | Chiny · Xia Wei · Yu Xiaokai · Guo Yuhao                                         | 358 ·  | Polska · Jaromir Wojtasiewicz (121) · Tomasz Pasierbski (120) · Piotr Kowalczyk (113) | 354    | Rosja · Aleksiej Alipow · Maksim Smykow · Maksim Kabackil      | 345   |
| Skeet                               | Rosja · Alexander Zemlin · Anton Aszachow · Aleksiej Skorobogatow                | 364 ·  | Finlandia · Oskari Kössi · Eetu Kallioinen · Tomi Aspholm                             | 360    | Włochy · Cristian Ciccotti · Valerio Andreoni · Emanuele Fuso  | 357   |

### Kobiety
| Konkurencje:                             | Złoto                                                      | Złoto    | Srebro                                                                           | Srebro | Brąz                                                                             | Brąz   |
| Konkurencje:                             | Drużyna / Zawodniczka                                      | Wynik    | Drużyna / Zawodniczka                                                            | Wynik  | Drużyna / Zawodniczka                                                            | Wynik  |
| Indywidualnie                            |                                                            |          |                                                                                  |        |                                                                                  |        |
| Pistolet sportowy 25 m                   | Sandra Stanja Reitz · Niemcy                               | 590      | Xiong Yaxuan · Chiny                                                             | 587    | Naphaswan Yangpaiboon · Tajlandia                                                | 587    |
| Pistolet szybkostrzelny 25 m             | Otrjadyn Gündegmaa · Mongolia                              | 590      | Kherlentsetseg Gantumur · Mongolia                                               | 589    | Lin Yuemei · Chiny                                                               | 588    |
| Karabin sportowy 50 m leżąc, 60 strzałów | Jeanette Hegg Duestad · Norwegia                           | 623,5    | Katrine Aannestad Lund · Norwegia                                                | 623,5  | Natalia Kalnysh · Ukraina                                                        | 623,1  |
| Karabin sportowy 50 m – trzy postawy     | Julia Zykova · Rosja                                       | 1185     | Jeanette Hegg Duestad · Norwegia                                                 | 1182   | Sanja Vukašinović · Serbia                                                       | 1179   |
| Trap                                     | Li Qingnian · Chiny                                        | 43       | Federica Caporuscio · Włochy                                                     | 39     | Deng Weiyun · Chiny                                                              | 30     |
| Skeet                                    | Chen Xiaoyao · Chiny                                       | 55 ·     | Che Yufei · Chiny                                                                | 53     | Anastazja Krachmalewa · Rosja                                                    | 45     |
| Drużynowo                                |                                                            |          |                                                                                  |        |                                                                                  |        |
| Pistolet sportowy 25 m                   | Chiny · Xiong Yaxuan · Zhang Mengyuan · Lin Yuemei         | 1742     | Korea Południowa · Park Hyun-joo · Kang Gyu-jeong · Jang Eun-ja                  | 1739   | Niemcy · Doreen Vennekamp · Sandra Stanja Reitz · Michelle Skeries               | 1729   |
| Pistolet szybkostrzelny 25 m             | Chiny · Zhang Mengyuan · Xiong Yaxuan · Yao Yushi          | 1738     | Korea Północna · Kang Un-byol · Pak Hyon-gyong · Ri Su-rim                       | 1735   | Polska · Agnieszka Korejwo (584) · Agata Nowak (579) · Joanna Tomala (571)       | 1734   |
| Karabin sportowy 50 m leżąc, 60 strzałów | Ukraina · Natalia Kalnysh · Lesia Leskiv · Anna Ilina      | 1867,4 · | Norwegia · Jeanette Hegg Duestad · Katrine Aannestad Lund · Oda Bardseng Lovseth | 1861,5 | Chiny · Wan Xiangyan · Zhang Binbin · Xu Hong                                    | 1861,3 |
| Karabin sportowy 50 m – trzy postawy     | Rosja · Julia Karimova · Julia Zykova · Polina Chorosziowa | 3542 ·   | Ukraina · Natalia Kalnysh · Lesia Leskiv · Anna Ilina                            | 3528   | Norwegia · Jeanette Hegg Duestad · Katrine Aannestad Lund · Oda Bardseng Lovseth | 3519   |
| Trap                                     | Chiny · Wang Xiaojing · Deng Weiyun · Li Qingnian          | 357 ·    | Włochy · Alessia Iezzi · Federica Caporuscio · Isabella Cristiani                | 342    | Rosja · Tatiana Barsuk · Iulia Sawielwa · Julia Tugolukova                       | 328    |
| Skeet                                    | Chiny · Chen Xiaoyao · Che Yufei · Zhang Heng              | 353 ·    | Rosja · Marina Bielikowa · Anastazja Krachmalewa · Natalia Winogradowa           | 345    | Tajlandia · Isarapa Imprasertsuk · Nutchaya Sutarporn · Chalalai Nasakul         | 342    |

## Konkurencje mieszane
| Konkurencje: | Złoto                                  | Srebro                                          | Brąz                                        |
| Konkurencje: | Drużyna (Zawodniczka / Zawodnik)       | Drużyna (Zawodniczka / Zawodnik)                | Drużyna (Zawodniczka / Zawodnik)            |
| Trap (mikst) | Włochy · Alessia Iezzi · Daniele Resca | Włochy · Federica Caporuscio · Antonino Barillà | Rosja · Iuliia Tugolukova · Aleksiej Alipow |

## Klasyfikacja medalowa
* Organizator zawodów został zaznaczony tym kolorem, Polskę oznaczono tekstem pogrubionym.
|                    |                    |                    |                    |    |    |    |    |    |    |    |    |    |    |   |   |   |
| 1                  | Chiny *            | 13                 | 4                  | 3  | 20 | 7  | 2  | 0  | 6  | 2  | 3  | 0  | 0  | 0 |   |   |
| 2                  | Rosja              | 4                  | 3                  | 5  | 12 | 2  | 2  | 2  | 2  | 1  | 2  | 0  | 0  | 1 |   |   |
| 3                  | Norwegia           | 2                  | 4                  | 1  | 7  | 1  | 1  | 0  | 1  | 3  | 1  | 0  | 0  | 0 |   |   |
| 4                  | Ukraina            | 2                  | 2                  | 2  | 6  | 1  | 1  | 1  | 1  | 1  | 1  | 0  | 0  | 0 |   |   |
| 5                  | Włochy             | 1                  | 4                  | 2  | 7  | 0  | 1  | 2  | 0  | 2  | 0  | 1  | 1  | 0 |   |   |
| 6                  | Polska             | 1                  | 1                  | 1  | 3  | 1  | 1  | 0  | 0  | 0  | 1  | 0  | 0  | 0 |   |   |
| 7                  | Mongolia           | 1                  | 1                  | 0  | 2  | 0  | 0  | 0  | 1  | 1  | 0  | 0  | 0  | 0 |   |   |
| 8                  | Niemcy             | 1                  | 0                  | 1  | 2  | 0  | 0  | 0  | 1  | 0  | 1  | 0  | 0  | 0 |   |   |
| 9                  | Finlandia          | 0                  | 2                  | 0  | 2  | 0  | 2  | 0  | 0  | 0  | 0  | 0  | 0  | 0 |   |   |
| 9                  | Korea Południowa   | 0                  | 2                  | 0  | 2  | 0  | 1  | 0  | 0  | 1  | 0  | 0  | 0  | 0 |   |   |
| 11                 | Austria            | 0                  | 1                  | 2  | 3  | 0  | 1  | 2  | 0  | 0  | 0  | 0  | 0  | 0 |   |   |
| 12                 | Korea Północna     | 0                  | 1                  | 1  | 2  | 0  | 0  | 1  | 0  | 1  | 0  | 0  | 0  | 0 |   |   |
| 13                 | Tajlandia          | 0                  | 0                  | 2  | 2  | 0  | 0  | 0  | 0  | 0  | 2  | 0  | 0  | 0 |   |   |
| 14                 | Austria            | 0                  | 0                  | 1  | 1  | 0  | 0  | 0  | 0  | 0  | 0  | 0  | 0  | 0 |   |   |
| 14                 | Czechy             | 0                  | 0                  | 1  | 1  | 0  | 0  | 1  | 0  | 0  | 0  | 0  | 0  | 0 |   |   |
| 14                 | Indie              | 0                  | 0                  | 1  | 1  | 0  | 0  | 1  | 0  | 0  | 0  | 0  | 0  | 0 |   |   |
| 14                 | Słowenia           | 0                  | 0                  | 1  | 1  | 0  | 0  | 1  | 0  | 0  | 0  | 0  | 0  | 0 |   |   |
| 14                 | Serbia             | 0                  | 0                  | 1  | 1  | 0  | 0  | 0  | 0  | 0  | 1  | 0  | 0  | 0 |   |   |
| 14                 | Szwajcaria         | 0                  | 0                  | 1  | 1  | 0  | 0  | 1  | 0  | 0  | 0  | 0  | 0  | 0 |   |   |
| Ogółem (19 państw) | Ogółem (19 państw) | Ogółem (19 państw) | Ogółem (19 państw) | 25 | 25 | 25 | 75 | 12 | 12 | 12 | 12 | 12 | 12 | 1 | 1 | 1 |

Źródło: